# Cuba ai Giochi della XIX Olimpiade
Cuba partecipò ai Giochi della XIX Olimpiade che si sono svolti a Città del Messico dal 12 al 27 ottobre 1968, con una delegazione di 115 atleti impegnati in 13 discipline. Portabandiera fu il ginnasta Héctor Ramírez, alla sua seconda olimpiade. Il bottino della squadra, alla sua decima partecipazione ai Giochi, fu di quattro medaglie d'argento: due vennero dell'atletica leggera e due dal pugilato.

## Medagliere

### Per discipline
| Sport            | Oro | Argento | Bronzo | Totale |
| ---------------- | --- | ------- | ------ | ------ |
| Atletica leggera | 0   | 2       | 0      | 2      |
| Pugilato         | 0   | 2       | 0      | 2      |
| Totale           | 0   | 4       | 0      | 4      |

### Medaglie
| Medaglia | Atleta                                                            | Sport            | Evento                          |
| -------- | ----------------------------------------------------------------- | ---------------- | ------------------------------- |
| Argento  | Hermes Ramírez Juan Morales Pablo Montes Enrique Figuerola        | Atletica leggera | Staffetta 4×100 metri maschile  |
| Argento  | Marlene Elejarde Fulgencia Romay Violeta Quesada Miguelina Cobián | Atletica leggera | Staffetta 4×100 metri femminile |
| Argento  | Enrique Regüeiferos                                               | Pugilato         | Pesi superleggeri               |
| Argento  | Rolando Garbey                                                    | Pugilato         | Pesi superwelter                |

## Risultati

### Pallacanestro
| Atleta | Classifica |
| --- | ---------- |
| V · D · M Nazionale cubana - Pallacanestro ai Giochi della XIX Olimpiade 4 Cuesta · 5 Herrera · 6 González · 7 Chappé · 8 Montalvo · 9 Cañizares · 10 Pérez · 11 Calderón · 12 Valdés · 13 García · 14 del Pozo · 15 Standard · All. Stepas Butautas | 11°        |
| Nazionale cubana - Pallacanestro ai Giochi della XIX Olimpiade |            |
| 4 Cuesta · 5 Herrera · 6 González · 7 Chappé · 8 Montalvo · 9 Cañizares · 10 Pérez · 11 Calderón · 12 Valdés · 13 García · 14 del Pozo · 15 Standard · All. Stepas Butautas                                                                          |            |

### Pallanuoto
| Atleta | Classifica |                 |
| --- | --- | --------------- |
| V · D · M Nazionale maschile cubana di pallanuoto · Giochi olimpici - Città del Messico 1968 Periche • Arcos • M. García • Valdés • Junco • Martínez Ginoris • C. Rodríguez • O. García • R. Rodríguez • Cañete • Pérez · CT : - | 8° |                 |
| Nazionale maschile cubana di pallanuoto · Giochi olimpici - Città del Messico 1968 | |                 |
| Periche • Arcos • M. García • Valdés • Junco • Martínez Ginoris • C. Rodríguez • O. García • R. Rodríguez • Cañete • Pérez · CT: -                                                                                               | Periche • Arcos • M. García • Valdés • Junco • Martínez Ginoris • C. Rodríguez • O. García • R. Rodríguez • Cañete • Pérez · CT: - | Cuba (bandiera) |